# Да здравствует Лас-Вегас!
«Да здравствует Лас-Вегас!» (англ. Viva Las Vegas) — музыкальный романтический фильм 1964 года с участием Элвиса Пресли и Энн-Маргрет в главных ролях. Это один из самых успешных и прибыльных фильмов Элвиса Пресли.
Съёмки проходили на киностудии «Metro Goldwyn Mayer». Премьера фильма состоялась 20 апреля 1964 года.
Фильм расценивается поклонниками Пресли, как один из лучших фильмов в его кинокарьере и широко известен сенсационным любовным романом между Пресли и Энн-Маргрет, протекавшим во время съёмок картины.
Роман привлёк внимание журналистов и взволновал Присциллу Боле, готовящейся в то время к замужеству с Пресли. В своей книге 1985 года — «Элвис и я» (Elvis and Me) — Присцилла описала трудности, которые она испытала, когда пресса сообщила о том, что Энн-Маргрет и Пресли заняты подготовкой к своей свадьбе. Предполагается, что привлечение внимания публики к роману между Элвисом и Энн-Маргрет во время съёмок фильма помогло увеличить популярность молодой актрисы. В своей биографии Энн-Маргрет называет Пресли своим «задушевным другом», не раскрывая подробностей их продолжительного романа.

## Сюжет
На «Гран-при» Лас-Вегаса по автогонкам в город приезжают принципиальные противники: Лаки Джексон (Элвис Пресли) и граф Элмо Манчини (Чезаре Данова). Итальянец, которого американец недавно обыграл, предлагает Лаки стать водителем его команды, но тот хочет выступить на собственном автомобиле. Лаки собирался купить двигатель для машины, но из-за нелепого недоразумения потерял деньги. Оставшись без средств, он вынужден наняться официантом в один из отелей города. Там же работает инструктором по плаванию очаровательная Расти Мартин. В неё влюбляются и американец и итальянец. Дабы произвести впечатление на девушку, Лаки принимает участие в конкурсе вокальных талантов и побеждает на нем с собственной песней.
Расти тоже питает чувства к нему, но не хочет, чтобы парень рисковал жизнью на гонках. Тогда она начинает флиртовать с Элмо, пытаясь отвлечь Лаки от гонки. В итоге молодые люди ещё больше влюбляются друг в друга. Лаки так и не удается найти деньги, но всего за несколько часов до гонки ему неожиданно приходит помощь внявший просьбам дочери отец Расти, весьма состоятельный человек. В итоге, Лаки выходит на старт и завоевывает первый приз и сердце девушки.

## В ролях
- Элвис Пресли — Лаки Джексон
- Энн-Маргрет — Расти Мартин
- Чезаре Данова — граф Элмо Манчини
- Уильям Демарест — мистер Мартин, отец Расти
- Никки Блэр — Шорти Вансфорт, механик Лакки
- The Jubilee Four — играют самих себя
- Роберт Аикен — водитель, в титрах не указан
- Холли Бэйн — мужчина, в титрах не указан
- Ларри Бартон — сын Лоны, в титрах не указан
- Джон Бернсайд — сын Лоны, в титрах не указан
- Карл Карлсон — жонглёр
- Рут Карлсон — танцовщица
- Реджина Кэролл — гостья, в титрах не указана
- Джек Картер — играет самого себя, в титрах не указан
- Эдди Куиллан — Master of Ceremonies, в титрах не указан
- Джон Харт — завсегдатай казино, в титрах не указан

## Музыкальные номера/ саундтрек
См. также: Viva Las Vegas (песня)
| №   | Название                                     | Композитор(ы)/Исполнители            | Длительность |
| --- | -------------------------------------------- | ------------------------------------ | ------------ |
| 1.  | «Yellow Rose of Texas/The Eyes of Texas»     | Фред Вэйс, Рэнди Старр               | 1:58         |
| 2.  | «The Lady Loves Me»                          | Рой С. Беннетт, Сид Теппер           | 1:58         |
| 3.  | «What’d I Say»                               | Рэй Чарльз                           | 3:45         |
| 4.  | «Viva Las Vegas»                             | Док Помус, Морт Шуман                | 3:56         |
| 5.  | «C’mon Everybody»                            | Джо Байерс-Джонсон                   | 3:13         |
| 6.  | «Today, Tomorrow and Forever»                | Берни Баум, Билл Джиант, Флоренс Кэй | 2:36         |
| 7.  | «Santa Lucia»                                | аранжировка Элвиса Пресли            | 2:34         |
| 8.  | «If You Think I Don’t Need You»              | Джо Купер, Ред Вест                  |              |
| 9.  | «Appreciation»                               | (исполнено Энн-Маргрет)              | 1:36         |
| 10. | «My Rival»                                   | (исполнено Энн-Маргрет)              | 3:21         |
| 11. | «The Climb»                                  | (исполнено The Forte' Four)          | 2:12         |
| 12. | «Do the Vega» (не использована в фильме)     | Берни Баум, Билл Джиант, Флоренс Кэй | 2:01         |
| 13. | «Night Life» (не использована в фильме)      | Джерри Лейбер, Майк Столлер          | 1:32         |
| 14. | «You’re the Boss» (не использована в фильме) | Джерри Лейбер, Майк Столлер          | 1:06         |

## Факты
- По словам Фрэнка Синатры и Сандры Ди, актёры заключили контракт об участии в съёмках фильма. Однако, ни один из актёров не появился в этой картине[4].
- Рабочие названия фильма: «Мистер, Вы женитесь на мне?», «Леди любит меня», «Единственная игра в городе», «Единственная девушка в городе» и «Это магическое прикосновение»[4].
- В Великобритании фильм был выпущен под названием «Любовь в Лас-Вегасе» во избежание скандала из-за другого музыкального фильма, также выпущенного кинокомпанией «Metro Goldwyn Mayer» с аналогичным названием. Главную роль в этом фильме исполнил Дан Дейли[4].
- Съемки фильма начались 15 июля 1963 года и были закончены к 16 сентября.
- Местоположения для главных сцен включали: плавательный бассейн в Отеле «Фламинго», Международный аэропорт Маккаран и Университет Невадской гимназии[4].
- Любовная интрига между звёздами фильма Элвисом Пресли и Энн-Маргрет была сенсационной и вызвала много сплетен. Однако, Элвис и Энн оставались друзьями до его смерти.
- в 1965 году Энн-Маргрет получила премию «Golden Laurel» в номинации «Лучшее женское музыкальное исполнение».
- Премьера фильма состоялась в Нью-Йорке 20 апреля 1964 года. 17 июня фильм был выпущен в мировой прокат. Уже к концу 1964 года фильм занял 11 место в списке «массовых» фильмов года и вернул создателям свыше $5 миллионов долларов[4].
- В титрах фильма не был указан менеджер Пресли полковник Том Паркер, работавший на съёмках фильма техническим советником.

## Слоган фильма
«Элвис стоит у руля, но Энн-Маргрет выводит его из себя!» (англ. Elvis is at the wheel but Ann-Margret drives him wild!)

## Выпуск DVD
Наряду с фильмом 1957 года «Тюремный рок», является одним из двух фильмов с участием Элвиса, официально выпущенных на территории США в формате домашнего видео (Beta, VHS, CED Disc, LaserDisc, DVD, HD DVD и Blu-ray).
Warner Home Video, 1 августа 2000.
Это первый выпуск DVD. На диске содержится фильм, представленный в двух форматах. Одна сторона содержит фильм в формате изображения: 1.33:1 (4:3), другая сторона представляет широкоэкранное изображение. Музыка к кинофильму представлена в монофоническом формате.
«Да здравствует Лас-Вегас!» Deluxe Edition, Warner Home Video, 7 августа 2007.
Дополнительные материалы, представленные на DVD:
- Комментарий Стива Понда (рок-журналист и автор книги «Элвис в Голливуде»)
- Отреставрированная версия фильма [Digitally Remastered] 16x9 master, широкоформатное изображение. Color/16x9 анаморфная передача 2.4:1
- Короткометражный фильм: «Элвис в Лас-Вегасе»
- Ремастеринг саундтрека в формате Dolby Digital 5.1 из оригинальных элементов производства и оригинального монофонического кинотеатрального саундтрека.[9].